# Santiago de Besteiros
Santiago de Besteiros ist eine Gemeinde (Freguesia) im portugiesischen Kreis Tondela. In ihr leben 1144 Einwohner (Stand 19. April 2021).